# Молленхауэр, Александра
Александра Молленхауэр (азерб. Aleksandra Mollenhauer; род. 4 мая 1998, Lindale, Техас) — азербайджанская баскетболистка, член национальной женской сборной Азербайджана по баскетболу 3x3, двукратная победительница Игр исламской солидарности (2017, 2021).

## Биография
Александра Молленхауэр родилась 4 мая 1998 года в штате Техас в США в семье баскетболиста Скотта Молленхауэра, который в своё время выступал за такие азербайджанские клубы, как «Гала», НТД и «Азтоп», а завершив карьеру, остался в Азербайджане и стал работать тренером.
Когда Александре было 5 лет, её семья переехала в Азербайджан. Здесь же с 5-летнего возраста она начала заниматься баскетболом под руководством своего отца. До 18 лет Молленхауэр прожила в Азербайджане, а затем переехала в США.
В 15-16 лет Александра начала привлекаться в сборную Азербайджана по баскетболу.
В 2017 году Молленхауэр в составе сборной Азербайджана выиграла золото III Игр исламской солидарности в Баку. В августе 2022 года на IV Играх исламской солидарности в Конье сборной Азербайджана с Молленхауэр в составе удалось защитить титул чемпиона Исламиады.
В апреле 2024 года сборная Азербайджана с Молленхауэр в составе стала победителем квалификационного турнира по баскетболу 3x3 в Гонконге, впервые в истории завоевав лицензию на летние Олимпийские игры 2024 в Париже.

## Семья
Отец Александры, Скотт Молленхауэр является помощником главного тренера женской сборной Азербайджана по баскетболу.